# ضربات (روستا)
 ضربات  به عربی ( الَضرّبات )، روستایی در دهستان اخلود از توابع استان 
حُدَیده در کشور یمن در شبه جزیره عربستان است.

## جمعیت
جمعیت آن (۹۰ ) نفر (۱۱ خانوار) می‌باشد.